# Rip, Rig and Panic
Rip, Rig and Panic ist ein Jazzalbum des Jazzsaxophonisten Roland Kirk aus dem Jahr 1965. Das Album zeichnet sich durch seine experimentelle Herangehensweise, improvisierte Passagen und die Verwendung verschiedener Stilelemente aus. Es kombiniert Elemente des Free Jazz mit Afrobeat, Funk und Rockmusik. Rip, Rig and Panic hat dazu beigetragen, neue Wege für den Jazz zu öffnen und den traditionellen Rahmen zu erweitern. 

## Geschichte des Albums
Das Album wurde am 13. Januar 1965 in Rudy Van Gelders Studio aufgenommen. Das Album besteht zum größten Teil aus Kompositionen von Kirk. In der Geschichte des Jazz wurzelnd und scheinbar alle Konventionen einhaltend werden zugleich viele Möglichkeiten des gerade entstehenden Avantgarde-Jazz aufgezeigt. Kirk glänzt nicht alleine durch das simultane Spiel mehrerer Blasinstrumente, die die Klangfülle wesentlich erweitern. Er verwendete auf dieser Platte zum ersten Mal, im Vergleich zu späteren Alben noch sehr sparsam die Errungenschaften der elektronischen Musik.
Kirk nannte Edgar Varèses Kompositionen Poeme electronique und Ionisation eine Inspiration zum Album: Beim Titelstück „Rip, Rig And Panic“ und bei „Slippery, Hippery, Flippery“ kombinierte er den akustischen Klang seines Quartetts mit vorproduzierten Sounds, computergenerierten Tönen, Geräuschen von Sirenen, Glockenspiel und Kastagnetten, der Verfremdung der eigenen Stimme, Babygeschrei und dem Zerspringen eines auf den Boden geworfenen Glases.
Die Rhythmus-Gruppe mit Elvin Jones am Schlagzeug, Jaki Byard am Klavier und Richard Davis am Bass wurde die großartigste Gruppe genannt, mit der Kirk je eine Platte aufgenommen hatte. Insbesondere Pianist Byard erwies sich für Kirk als idealer Partner, da beide sowohl ein gründliches Wissen der gesamten Jazztradition (bis in die Gegenwart), viel Spielwitz und die Überzeugung, alles im Swing vortragen zu wollen, teilten. Die Rhythmusgruppe war schnell und reaktionssicher.
Das Album erschien auf dem Mercury-Sublabel Limelight, das aufgrund seiner luxuriösen Aufmachung in den Vereinigten Staaten auffiel: „Es war der Traum eines Artdirektors, hatte aber keinen Marketingerfolg, obwohl Mercury es für einige seiner bekanntesten Musiker verwendete.“

## Musik des Albums
Auf „Rip, Rig And Panic“ gibt es zahlreiche Verweise auf Vorbilder und Wegbereiter. In den Liner Notes schrieb Kirk zum Titel: „Rip steht für Rip Van Winkle (oder Ruhe in Frieden?); so sind die Leute, sogar Musiker. Sie schlafen. Rig steht für Rigor Mortis (Leichenstarre), ein Zustand, in dem der Verstand vieler Leute ist. Wenn sie mich Dinge machen hören, die sie mir nicht zugetraut haben, geraten sie in mentale Panik.“
Auch wenn Kirk hier auf Vorläufer und Vorbilder verweist, versucht er „nirgendwo, seine Idole zu kopieren. Er schafft quasi musikalisch-futuristische Portraits, indem er bekannte Stilelemente mit neuen kombiniert und innovativ übermalt.“
Mit „No Tonic Pres“ verneigt sich Kirk vor Lester Young. Es beruht auf einem Riff, dass Kirk erstmals bei Young hörte; darauf baute er die Melodie des Stücks auf, dass in seinen Harmonien merkwürdig uneindeutig klingt. Aus dem Up-tempo-Stück geschieht plötzlich ein Wechsel zum Stride-Piano. Auch der in halbem Tempo gespielte bluesige Schluss erinnert an „Prez“.
„From Bechet, Byas, And Fats“ ist eine Hommage an den Sopransaxophonisten Sidney Bechet, den Tenorsaxophonisten Don Byas und den Pianisten Fats Waller: Die Intensität von Kirks Manzello-Spiel in „From Bechet, Fats, and Byas“ erinnert Kritiker Dan Morgenstern an die Energie des frühen Sopransaxophonisten Sidney Bechet, der das Sopransaxophon im Jazz einführte. Das begleitende Spiel des Pianisten trägt über weite Strecken charakteristische Züge Fats Wallers; davon löst er sich scheinbar im modal geprägten Solo, in dessen Arpeggio jedoch Wallers Jitterbug Waltz aufscheint, bevor es sich mit einem Celesta-artigen Sound mischt.
„Slippery, Hippery, Flippery“ beginnt mit vorher aufgenommenen elektronischen Effekten, die sich mit Kirks Sirenen und Saxophonen mischen; das Piano klingt zunächst nach Cecil Taylor, das Saxophon nach John Coltrane. Die Aufbruchsstimmung des Free Jazz verwebt sich jedoch mit einer ausgelassenen Stimmung wie im „Freedom Jazz Dance“ von Eddie Harris.
„Black Diamond“, ein Thema des kanadischen Pianisten Milton Sealy, ist ein leicht perlender Jazzwalzer, in dem Kirk auf dem Manzello ein als exzellent bewertetes Solo spielt.
„Rip, Rig and Panic“ beginnt mit Sounds, die an die Klangerforschungen der freien Improvisation erinnern, jedoch allesamt akustisch durch Kirk und Richard Davis erzeugt sind. Nach einem ausgedehnten Solo spielt Kirk coltraneske Linien, die er durch Zirkularatmung zu besonderer Intensität steigert, während der Pianist monksche Züge entwickelt. Über dem Schlagzeugsolo erklingen Sirenen. Der Schluss ist durch Elektronik mit Kirks Stimme und Synthesizerhafte Klänge geprägt.
„Once in a While“ wurde vom Trompeter Clifford Brown inspiriert. In diesem im mittleren Tempo gespielten Stück stellt Kirk das Tenorsaxophon heraus, das er sehr warm spielt, so dass Erinnerungen an Don Byas und Ben Webster wach werden.
„Mystical Dream“ ist nach einem Traum benannt, den Kirk hatte und in dem er – wie in diesem Stück – Oboe, Stritch und Tenorsaxophon gleichzeitig spielte. Außerdem spielt er im Mittelteil noch eine stark durch Eric Dolphys Linien inspirierte Flöte, das einzige Mal auf diesem Album.

## Titelliste
1. No Tonic Pres – 4:34
2. Once in a While (Michael Edwards, Bud Green) – 4:02
3. From Bechet, Byas, and Fats – 6:31
4. Mystical Dream – 2:39
5. Rip, Rig & Panic – 7:00
6. Black Diamond (Milt Sealey) – 5:23
7. Slippery, Hippery, Flippery – 4:56

Alle Titel von Kirk, soweit nicht anders vermerkt.

## Bewertung und Wirkung des Albums
Das Album erhielt verspätete Anerkennung von der Jazzkritik. Richard Cook und Brian Morton vergeben der Emarcy-Edition in ihrem Penguin Guide to Jazz die zweithöchste Note; der All Music Guide bewertet das Album mit der Höchstnote von fünf Sternen. Für Arte zählt das Album zu den „Jahrhundertaufnahmen des Jazz“.
Don Byron nannte das Album ein exemplarisches Beispiel afroamerikanischer Ästhetik. Bert Noglik hebt „die Kreation einer neuen Musik aus der Aneignung und Umformung von jazzhistorischem, mitunter gar ungeschliffenem und archaisch anmutendem Material“ hervor.
Die Musikzeitschrift Jazzwise nahm das Album in die Liste The 100 Jazz Albums That Shook the World auf; Keith Shadwick schrieb:

“Many maintain that Kirk never made the perfect album: if so, this one comes closer than any other, mostly because Elvin Jones is consistently lighting a fire under the quartet generally and Kirk in particular. The multi-reed man is also self-evidently inspired by pianist Jaki Byard’s playing and is consistently taking risks in everything he’s doing.”

„Viele behaupten, Kirk hätte nie das perfekte Album gemacht: falls dies so ist, so kommt dieses dem näher als jedes andere, vor allem weil Elvin Jones so beständig das Quartett und Kirk insbesondere anfeuert. Der Holzbläser ist offensichtlich von Jaki Byards Spiel inspiriert und nimmt durchgängig Risiken auf sich, mit allem was er tut.“

Das Magazin Rolling Stone wählte das Album 2013 in seiner Liste Die 100 besten Jazz-Alben auf Platz 73.
Die britische Punkjazz-Band Rip, Rig + Panic, der die Sängerin Neneh Cherry angehörte, benannte sich nach diesem Album.

## Editorische Notiz
In CD-Form erschien Rip, Rig and Panic 1990 auf Emarcy Records, gekoppelt mit dem Verve Album Now Please Don't You Cry, Beautiful Edith aus dem Jahr 1967. Rip, Rig and Panic ist zudem in der 1990 herausgegebenen 10-CD-Sammlung Rahsaan. The Complete Mercury Recordings of Roland Kirk zu finden.